# Mariage homosexuel en Suède
- Mariage homosexuel
- Autre type de partenariat (ou concubinage)
- Cohabitant enregistré
- Mariage reconnu dans une mesure limitée mais non célébré
- Unions de personnes de même sexe non reconnues
- Mariage interdit par la Constitution

Le mariage entre personnes de même sexe est autorisé en Suède depuis une loi du 1er avril 2009, entrée en vigueur le 1er mai 2009. Depuis le 1er novembre 2009, le mariage religieux des homosexuels est même autorisé.
Le 1er avril 2009, la Suède a voté une loi autorisant le mariage homosexuel par un vote parlementaire (261 députés pour, 22 contre, 16 abstentions, 50 absents).  Elle est entrée en vigueur le 1er mai 2009. 
Si la Suède n'est pas le premier pays à légaliser le mariage homosexuel, c'est le premier à inclure dans la législation l'interdiction de refus du mariage religieux pour les homosexuels. Les pasteurs ont le droit de refuser individuellement mais l'Église luthérienne (religion officielle du pays) a l'obligation de trouver un pasteur pour procéder au mariage homosexuel.